# Gaertnera capitulata
Gaertnera capitulata är en måreväxtart som beskrevs av Simon T. Malcomber. Gaertnera capitulata ingår i släktet Gaertnera och familjen måreväxter. Inga underarter finns listade i Catalogue of Life.